# Хоккейный стадион Ои
Хоккейный стадион Ои (яп. 大井ホッケー競技場 Ōi hokkē kyōgi-ba, итал. Stadio di hockey di Ōi) — это спортивный объект для хоккея на траве, расположенный в парке Ои Футо Тюо Кайхин (Ōi Futō Chūō Kaihin) между специальными районами Токио Синагава и Ота.

## Строительство
Строительные работы на заводе начались в январе 2018 года и закончились в июне 2019 года. 17 августа на стадионе прошли тестовые предолимпийские соревнования.

## Технические данные
Хоккейный стадион Ои — это стадион с искусственным покрытием (искусственное покрытие с коротким ворсом для хоккея), оборудованный постоянной трибуной на 2600 мест, электрической доской объявлений и оборудованием для ночного освещения, а крыша, покрывающая сиденья для зрителей, защищает от дождя и сильного летнего солнечный света. 
Занимает общую площадь 42400 м² и состоит из двух полей, основного и одной вспомогательного. Главная арена вмещает 2600 зрителей, а вспомогательная - около 500. Во время Олимпийских игр общая вместимость сооружения составляла 15000 зрителей. После игр объект, как один из лучших многоцелевых стадионов с искусственным покрытием в Токио, станет базой для хоккея и других видов спорта.

## Спортивные соревнования
- Хоккей на траве на Олимпийских играх 2020 в Токио.